# Списак авиона у Другом светском рату
Следи списак ратних авиона коришћених током Другог светског рата.

## Немачка

### Арадо()
- Арадо Ar 64
- Арадо Ar 65
- Арадо Ar 66
- Арадо Ar 68
- Арадо Ar 69
- Арадо Ar 79
- Арадо Ar 95
- Арадо Ar 96
- Арадо Ar 196
- Арадо Ar 231
- Арадо Ar 232
- Арадо Ar 234 Блиц
- Арадо Ar 240

### Бахем()
- Бахем Ba 349

### Јункерс()
- Јункерс Ју 52
- Јункерс Ју 86
- Јункерс Ју 87 Штука
- Јункерс Ју 88
- Јункерс Ју 90
- Јункерс Ју 188
- Јункерс Ју 252
- Јункерс Ју 287
- Јункерс Ју 288
- Јункерс Ју 290
- Јункерс Ју 290 Херкулес
- Јункерс Ју 388
- Јункерс Ју 390

### Дорније()
- Дорније До 17
- Дорније До 18
- Дорније До 22
- Дорније До 24
- Дорније До 26
- Дорније До 215
- Дорније До 217
- Дорније До 335

### Месершмит()
- Месершмит Бф 108 Тајфун
- Месершмит Бф 109
- Месершмит Бф 110
- Месершмит Ме 163 Комет
- Месершмит Ме-210
- Месершмит Ме 262
- Месершмит Ме 264
- Месершмит Ме 323
- Месершмит Ме 410

### Хајнкел()
- Хајнкел Хе 45
- Хајнкел Хе 46
- Хајнкел Хе 49
- Хајнкел Хе 50
- Хајнкел
- Хајнкел Хе 59
- Хајнкел Хе 60
- Хајнкел Хе 70
- Хајнкел Хе 100
- Хајнкел Хе 111
- Хајнкел Хе 112
- Хајнкел Хе 114
- Хајнкел Хе 115
- Хајнкел Хе 116
- Хајнкел Хе 162
- Хајнкел Хе 170
- Хајнкел Хе 177
- Хајнкел Хе 219 УХУ
- Хајнкел Хе 277

### Фоке Вулф()
- Фоке Вулф Фв 44 Штиглиц
- Фоке Вулф Фв 56 Штосер
- Фоке Вулф Фв 58
- Фоке Вулф Фв 187 Фалке
- Фоке Вулф Фв 189 УХУ
- Фоке Вулф Фв 190
- Фоке Вулф Фв 200 Кондор
- Фоке Вулф Та 152
- Фоке Вулф Та 154

### Хеншел()
- Хеншел Хс 121
- Хеншел Хс 122
- Хеншел Хс 123
- Хеншел Хс 124
- Хеншел Хс 125
- Хеншел Хс 126
- Хеншел Хс 127
- Хеншел Хс 129
- Хеншел Хс 130
- Хеншел Хс 132

### Бикер()
- Бикер Би 131 Јунгман
- Бикер Би 133 Јунгмајстер
- Бикер Би 180 Штудент
- Бикер Би 181 Бестман

### Физелер()
- Физелер Фи 99 Јунгтајгер
- Физелер Фи 156 Рода
- Физелер Фи 256 Супер Рода

### Блом и Вос()
- Блом и Фос Бв 138
- Блом и Фос Бв 141
- Блом и Фос Бв 142
- Блом и Фос Бв 144
- Блом и Фос Бв 155
- Блом и Фос Бв 222 Викинг
- Блом и Фос Бв 238
- Блом и Фос Бв 250
- Блом и Фос Ха 137
- Блом и Фос Ха 138
- Блом и Фос Ха 140

## Италија

### Амброзини(итал.)
- Амброзини С-107

### Бреда(итал.)
- Бреда Ба-44
- Бреда Ба-65
- Бреда Ба-75
- Бреда Ба-88 (итал. Lince)

### Кант(итал.)
- Кант З-501 (итал. Gabbiano)
- Кант З-506 (итал. Airone)
- Кант З-1007 (итал. Alcione)
- Кант З-1018

### Капрони(итал.)
- Капрони Ца-101
- Капрони Ца-111
- Капрони Ца-114
- Капрони Ца-133
- Капрони Ца-135
- Капрони Ца-164
- Капрони Ца-309 (итал. Ghibli)
- Капрони Ца-310 (итал. Libeccio)
- Капрони Ца-311
- Капрони Ца-313
- Капрони Ца-314
- Капрони Ца-316

### Фијат(итал.)
- Фијат Бр-20 (итал. Cicogna)
- Фијат Цр-25
- Фијат Цр-32
- Фијат Цр-42 (итал. Falco)
- Фијат Г-12
- Фијат Г-46
- Фијат Г-50 (итал. Freccia)
- Фијат Г-55 (итал. Centauro)
- Фијат Г-56
- Фијат РС-14

### Маки (итал.)
- Маки МЦ-200 (итал. Saeta)
- Маки МЦ-202 (итал. Folgore)
- Маки МЦ-205Н (итал. Orione)
- Маки МЦ-205В (итал. Veltro)

### Меридијонали(итал.)
- Меридионали Ро-37
- Меридионали Ро-41
- Меридионали Ро-43
- Меридионали Ро-44
- Меридионали Ро-57
- Меридионали Ро-63

### Нарди(итал.)
- Нарди ФН-305
- Нарди ФН-315
- Нарди ФН-316

### Пјађо(итал.)
- Пјађо Пи-108

### Ређане(итал.)
- Ређане Ре-2000 (итал. Falko)
- Ређане Ре-2001 (итал. Ariete)
- Ређане Ре-2002 (итал. Ariete II)
- Ређане Ре-2003
- Ређане Ре-2005 (итал. Sagittario)

### Савоја Маркети(итал.)
- Савоја Маркети СМ-73
- Савоја Маркети СМ-74
- Савоја Маркети СМ-75
- Савоја Маркети СМ.79
- Савоја Маркети СМ-81 (итал. Pipistrello)
- Савоја Маркети СМ-82 (итал. Marsupiale)
- Савоја Маркети СМ-83
- Савоја Маркети СМ-84
- Савоја Маркети СМ-85

## Јапан

### Аичи()
- Аичи Б7А (Ryusei)
- Аичи Д1А
- Аичи Д3А
- Аичи Е11А1
- Аичи Е13А
- Аичи Е16А (Zuiun)
- Аичи Х9А
- Аичи М6А (Seiran)

### Каваниши()
- Каваниши Е7К
- Каваниши Е15К (Shiun)
- Каваниши Х6К
- Каваниши Х8К
- Каваниши Н1K1 (Shiden)
- Каваниши Н1К (Kyofu)

### Кавасаки()
- Кавасаки Ки-32
- Кавасаки Ки-45 (Toryu)
- Кавасаки Ки-48
- Кавасаки Ки-56
- Кавасаки Ки-57
- Кавасаки Ки-61 (Hien)
- Кавасаки Ки-64
- Кавасаки Ки-66
- Кавасаки Ки-78
- Кавасаки Ки-96
- Кавасаки Ки-100
- Кавасаки Ки-102

### Кјушу()
- Кјушу Ј7В (J7W Shinden)
- Кјушу К9В1 (K9W1 Momiji)
- Кјушу К10В1 (K10W1)
- Кјушу К11В (K11W Shiragiku)
- Кјушу КУ1В (Q1W Tokai)

### Мицубиши()
- Мицубиши А5М
- Мицубиши А6М (Reisen-Zero)
- Мицубиши А7М (Reppu)
- Мицубиши Б2М
- Мицубиши Б5М1
- Мицубиши Ф1М
- Мицубиши Г3М
- Мицубиши Г4М
- Мицубиши Г6М
- Мицубиши Ј2М (Raiden)
- Мицубиши Ј8М (Shusui)
- Мицубиши Ки-15
- Мицубиши Ки-21
- Мицубиши Ки-30
- Мицубиши Ки-46 (Kai)
- Мицубиши Ки-51
- Мицубиши Ки-57
- Мицубиши Ки-67 (Hiryu)
- Мицубиши Ки-83
- Мицубиши Ки-109

### Накаџима()
- Накаџима А2Н
- Накаџима А3Н
- Накаџима А4Н
- Накаџима А5М
- Накаџима А6М2
- Накаџима Б5Н
- Накаџима Б6Н (Tenzan)
- Накаџима Ц3Н
- Накаџима Ц6Н (Saiun)
- Накаџима Е8Н
- Накаџима Г5Н (Shinzan)
- Накаџима Г8Н (Renzan)
- Накаџима Ј1Н (Gekko)
- Накаџима Ј5Н (Tenrai)
- Накаџима Ки-27
- Накаџима Ки-34
- Накаџима Ки-43 (Hayabusa)
- Накаџима Ки-44 (Shoki)
- Накаџима Ки-49 (Donryu)
- Накаџима Ки-84 (Hayate)
- Накаџима Ки-87
- Накаџима Ки-115 (Tsurugi)
- Накаџима Л-2Д

### Рикугун()
- Рикугун Ки-93

### Тачикава()
- Тачикава Ки-17
- Тачикава Ки-36
- Тачикава Ки-54
- Тачикава Ки-55
- Тачикава Ки-74

### Ватанабе()
- Ватанабе Е9В (E9W)

### Јокосука()
- Јокосука Б3Ј (B3Y)
- Јокосука Б4Ј (B4Y)
- Јокосука Д3Ј (D3Y Myojo)
- Јокосука Д4Ј (D4Y Suisei)
- Јокосука Е14Ј (E14Y)
- Јокосука Х5Ј1 (H5Y1)
- Јокосука К5Ј (K5Y)
- Јокосука П1Ј1 (P1Y1 Ginga)
- Јокосука П1Ј2 (P1Y2)

## Мађарска

### Авис (Мађарска)()
- Авис I
- Авис II

### Маваг()
- Хеја II

## Бугарска

### СФКБ()
- СФКБ КБ 4 Чучулига II
- СФКБ КБ 5 Чучулига III
- СФКБ КБ 6 Папагал
- СФКБ КБ 11 Фазан

### ДАР-Божуриште()
- ДАР 8 Славеј
- ДАР 9 Синигер
- ДАР 10 Бекас

## Румунија

### ИАР()
- ИАР 37
- ИАР 38
- ИАР 39
- ИАР 80
- ИАР 81

## Финска

### ВЛ()
- ВЛ Пири
- ВЛ Хуму
- ВЛ Котка
- ВЛ Мирски
- ВЛ Пиоремирси
- ВЛ Туиску
- ВЛ Вима
- ВЛ Морко

## Совјетски Савез

### Јаковљев()
- Јаковљев АИР 4
- Јаковљев АИР 5
- Јаковљев АИР 6
- Јаковљев АИР 7
- Јаковљев АИР 8
- Јаковљев АИР 9
- Јаковљев АИР 10
- Јаковљев АИР 11
- Јаковљев АИР 12
- Јаковљев АИР 14
- Јаковљев АИР 15
- Јаковљев АИР 16
- Јаковљев АИР 17
- Јаковљев АИР 18
- Јаковљев АИР 19
- Јаковљев Ја 6
- Јаковљев Ја 19
- Јаковљев Ја 21
- Јаковљев Јак 1
- Јаковљев Јак 3
- Јаковљев Јак 5
- Јаковљев Јак 7
- Јаковљев Јак 9
- Јаковљев Р 12

### Јаценко()
- Јаценко И 28
- Јаценко Ди 6
- Јаценко Ди 6Ш

### Иљушин()
- Иљушин БШ 2
- Иљушин ДБ 3
- Иљушин ДБ 4
- Иљушин Ил 1
- Иљушин Ил 2
- Иљушин Ил 4
- Иљушин Ил 6
- Иљушин Ил 8
- Иљушин Ил 10

### Петљаков()
- Петљаков АНТ 42
- Петљаков Пе 2
- Петљаков Пе 3
- Петљаков Пе 8

### Пашинин()
- Пашинин И 21

### Поликарпов
- Поликарпов И-15
- Поликарпов И-16
- Поликарпов И-153

## Француска
- Потез XXV
- Бреге XIX

## Пољска

### ПЗЛ()
- ПЗЛ П.7
- ПЗЛ П.11
- ПЗЛ.23 Караш (Karas)
- ПЗЛ П.24
- ПЗЛ.37 Лос (Los)
- ПЗЛ.38 Вук (Wilk)
- ПЗЛ.42
- ПЗЛ.43
- ПЗЛ.45 Соко (Sokol)
- ПЗЛ.46 Сом (Sum)
- ПЗЛ.48 Лисица (Lampart)
- ПЗЛ.62
- ПЗЛ.50 Јастреб (Jastrzab)

### Лублин()
- Лублин Р IX
- Лублин Р XIII
- Лублин Р XIIIЕ/Ф
- Лублин Р XVI
- Лублин Р XIX
- Лублин Р XX

### ЛВС()
- ЛВС.2
- ЛВС.3 (Mewa)

### ПВС()
- ПВС.26
- ПВС.33 Визон (Wyzel)
- ПВС.35 (Ogar)
- ПВС.40. јунак (Junak)

### РВД()
- РВД 8
- РВД 10
- РВД 17

## Сједињене Државе

### Бел(енгл.)
- Бел П-39 (енгл. Airacobra)
- Бел П-63 (енгл. Kingcobra)
- Бел П-59 (енгл. Aircomet)

### Боинг(енгл.)
- Боинг П-26 (енгл. Peashooter)
- Боинг Б-17 (енгл. Flying Fortress)
- Боинг Ц-98 (енгл. Clipper)
- Боинг ПББ-1 (енгл. Sea Ranger)
- Боинг Ц-47 (енгл. Stratoliner)
- Боинг АТ-15 (енгл. Crewmaker)
- Боинг Б-29 (енгл. Superfortress)

### Брустер (енгл.)
- Брустер Ф2А (енгл. Buffalo)
- Брустер СБА
- Брустер СБ2А (енгл. Buccaneer)

### Беланка(енгл.)
- Беланка 28-90 (енгл. Dorothy)

### Бич (енгл.)
- Бич АТ-7 (енгл. Navigator)
- Бич Ц-45 (енгл. Expeditor)

### Валти(енгл.)
- Валти БТ-13 (енгл. Valiant)
- Валти А-31 (енгл. Vengeance)
- Валти П-66 (енгл. Vanguard)

### Граман(енгл.)
- Граман Ф2Ф
- Граман Ф3Ф
- Граман 
- Граман Ф5Ф (енгл. Skyrocket)
- Граман 
- Граман 
- Граман Ф7Ф (енгл. Tigercat)
- Граман Ф8Ф (енгл. Bearcat)

### Даглас(енгл.)
- Даглас Ц-26 (енгл. Dolphin)
- Даглас Б-18 (енгл. Bolo)
- Даглас Б-23 (енгл. Dragon)
- Даглас О-46
- Даглас Ц-47 (енгл. Skytrain)
- Даглас  (енгл. Devastator)
- Даглас А-20 (енгл. Havoc)
- Даглас СБД (енгл. Dauntless)
- Даглас А-24
- Даглас Ц-54 (енгл. Skymaster)
- Даглас А-26 (енгл. Invader)
- Даглас ТБ2Д (енгл. Skypirate)

### Ферчајлд(енгл.)
- Ферчајлд АТ-21 (енгл. Gunner)
- Ферчајлд ПТ-26 (енгл. Cornell)

### Кертис(енгл.)
- Кертис А-12 (енгл. Shrike)
- Кертис СОЦ (енгл. Seagull)
- Кертис П-36 (енгл. Hawk)
- Кертис П-40 (енгл. Tomahawk; Kittyhawk; Warhawk)
- Кертис СО3Ц (енгл. Seamew)
- Кертис ЦВ-21 (енгл. Demon)
- Кертис ЦВ-22 (енгл. Falcon II)
- Кертис  (енгл. Helldiver)
- Кертис О-52 (енгл. Owl)
- Кертис Ц-46 (енгл. Commando)
- Кертис СЦ-1 (енгл. Seahawk)

### Консолидејтид(енгл.)
- Консолидејтид Б-24 (енгл. Liberator)
- Консолидејтид ПБЈ (енгл. Catalina)
- Консолидејтид ПБ2Ј (енгл. Coronado)
- Консолидејтид ПБ4Ј (енгл. Privateer)
- Консолидејтид Б-32 (енгл. Dominator)

### Локид(енгл.)
- Локид Ц-36 (енгл. Electra)
- Локид А-28 (енгл. Hudson)
- Локид Б-34 (енгл. Lexington/Ventura)
- Локид Ц-60 (енгл. Lodestar)
- Локид П-38 (енгл. Lightning)
- Локид Ц-40 (енгл. Electra junior)
- Локид Ц-69 (енгл. Constellation)

### Мартин (енгл.)
- Мартин А-22 (енгл. Maryland)
- Мартин ПБМ (енгл. Mariner)
- Мартин А-30 (енгл. Baltimor)
- Мартин Б-24 (енгл. Marauder)
- Мартин ЈРМ (енгл. Mars)

### Норт америкен(енгл.)
- Норт америкен О-47
- Норт америкен АТ-6 (енгл. Texan)
- Норт америкен Б-25 (енгл. Mitchell)
- Норт америкен Б-28 (енгл. Dragon)
- Норт америкен П-51 (енгл. Mustang)

### Пајпер(енгл.)
- Пајпер Л-4 (енгл. Grasshopper)

### Репаблик (енгл.)
- Репаблик АТ-12 (енгл. Guardsman)
- Репаблик П-43 (енгл. Lancer)
- Репаблик П-47 (енгл. Thunderbolt)
- Ф4У Корсер

## Уједињено Краљевство

### Авро(енгл.)
- Авро Енсон
- Авро Манчестер
- Авро Ланкастер
- Авро Јорк
- Авро Линколн

### Ерспид(енгл.)
- Ерспид Оксфорд
- Ерспид Кембриџ

### Армстронг Витворт(енгл.)
- Армстронг Витворт Вајтли
- Армстронг Вајтворт Ејлбамерл

### Блекберн(енгл.)
- Блекберн шарк
- Блекберн Бафин
- Блекберн скјуа
- Блекберн рок
- Блекберн Бота
- Блекберн фајербренд

### Бристол(енгл.)
- Бристол Бленим
- Бристол Бофорт
- Бристил Бомбај
- Бристол Бофајтер
- Бристил Болинброук
- Бристол Бизли
- Бристол Бакингам
- Бристол Бриганд
- Бристол Бакмастер

### Болтон Пол(енгл.)
- Болтон Пол 0верстранд
- Болтон Пол дефајант

### Викерс(енгл.)
- Викерс вајлдбист
- Викерс Винсент
- Викерс Веном
- Викерс Велесли
- Викерс Велингтон
- Викерс Варвик
- Викерс Виндзор

### Вестланд(енгл.)
- Вестланд Волас
- Вестланд Лисандер
- Вестланд Вајрлвинд
- Вестланд Велкин

### Глостер(енгл.)
- Глостер Гладијатор
- Глостер Метеор

### Де Хевиленд(енгл.)
- Де Хевиленд Албатрос
- Де Хевиленд Дон
- Де Хевиленд Москито

### Фери (енгл.)
- Фери Хендон
- Фери сил
- Фери сордфиш
- Фери бетл
- Фери сифокс
- Фери фулмар
- Фери албакор
- Фери аајерфлај
- Фери баракуда

### Марин-Бејкер(енгл.)
- Мартин-Бејкер МБ.2
- Мартин-Бејкер МБ.3
- Мартин-Бејкер МБ.5

### Хендли Пејџ(енгл.)
- Хендли Пејџ Хемпден
- Хендли Пејџ Херон
- Хендли Пејџ Хирфорд
- Хендли Пејџ Халифакс

### Хокер(енгл.)
- Хокер харт
- Хокер одакс
- Хокер хајнд
- Хокер Харди
- Хокер фјури
- Хокер хартбист
- Хокер харикен
- Хокер Ханли
- Хокер торнадо
- Хокер тајфун
- Хокер темпест
- Хокер си фјури

### Супермарин(енгл.)
- Супермарин спитфајер
- Супермарин сифајер
- Супермарин спитфул
- Супермарин сифанг

### Шорт(енгл.)
- Шорт Сандерленд
- Шорт Стирлинг

### Тејлоркрафт(енгл.)
- Тејлоркрафт Остер

## Југославија

### Икарус
- Икарус ИК-2
- Икарус Оркан

### Рогожарски
- Рогожарски ИК-3
- Рогожарски ПВТ
- Рогожарски СИМ-Х
- Рогожарски СИМ-XII-Х
- Рогожарски СИМ-XIV-Х
- Рогожарски Р-100
- Рогожарски АЖР

### Физир
- Физир ФН

### Змај (Земун)
- Змај Р-1

## Холандија

### Фокер()
- Фокер Д XVII
- Фокер Д XXI
- Фокер Д XXIII
- Фокер Т IV
- Фокер Т V
- Фокер Т VIII
- Фокер Т IX
- Фокер С IX
- Фокер Ф XX
- Фокер Ф XXII
- Фокер Ф XXXVI
- Фокер Г I
- Фокер Ц VIII
- Фокер Ц X
- Фокер Ц XI
- Фокер Ц XIV

### Колховен()
- Колховен Фк 45
- Колховен Фк 46
- Колховен Фк 47
- Колховен Фк 48
- Колховен Фк 49
- Колховен Фк 50б
- Колховен Фк 51
- Колховен Фк 52
- Колховен Фк 53
- Колховен Фк 54
- Колховен Фк 55
- Колховен Фк 56
- Колховен Фк 57
- Колховен Фк 58

## Шведска

### САБ(швед.)
- САБ Ј 21
- САБ Б 17
- САБ Б 18

### ФФВС(швед.)
- ФФВС Ј 22

## Аустралија

### Комонвелт (Фабрика авиона)()
- Комонвелт Ца 3
- Комонвелт Ца 4
- Комонвелт Ца 11
- Комонвелт Ца 12

## Летонија

### Иртибис()
- Иртибис И 12
- Иртибис И 16
- Иртибис И 17

## Чехословачка

### Аеро(чеш.)
- Аеро А 42
- Аеро А 100
- Аеро А 101
- Аеро А 102
- Аеро А 300
- Аеро А 304

### Авија(чеш.)
- Авија Ав 135
- Авија Б 34
- Авија Б 35
- Авија Б 71
- Авија Б 122
- Авија Б 158
- Авија Б 534
- Авија Б 634

### Летов(чеш.)
- Летов С 50
- Летов С 231
- Летов С 328

### Прага(чеш.)
- Прага Е 41
- Прага Е 51
- Прага Е 114

## Белгија

### Ренард()
- Ренард Р 31
- Ренард Р 32
- Ренард Р 34
- Ренард Р 36
- Ренард Р 37
- Ренард Р 38

### СВ()
- СВ 4
- СВ 5
- СВ 10